# Charles Vanel
Charles Vanel est un acteur et réalisateur français né le 21 août 1892 à Rennes et mort le 15 avril 1989 à Cannes.
Sa carrière cinématographique longue et hétéroclite commence en 1910 et s'achève en 1988, durant laquelle il joue dans plus de deux-cents films, sur une période de soixante-dix-huit ans, où il incarne une grande variété de rôles : Napoléon pour Karl Grune, Javert pour Raymond Bernard, amoureux éconduit chez Duvivier, vieux policier que rien n'abuse chez Clouzot, banquier pour Melville, truand pour Deray...
Tourneur, Decoin, Carné, Costa-Gavras, Rouffio, Chabrol, parmi de très nombreux autres réalisateurs français, l'ont dirigé, mais aussi plusieurs réalisateurs étrangers, parmi lesquels Anatole Litvak, Pietro Germi, Alberto Lattuada, Luis Buñuel, Ettore Scola et Alfred Hitchcock.

## Biographie

### Enfance et début au cinéma
Charles Vanel naît sous le nom de Charles-Marie Vanel en 1892 en Bretagne. Ses parents, commerçants, s'installent à Paris lorsqu'il a 12 ans. Il est renvoyé de tous les établissements scolaires qu'il fréquente et n'a pas une adolescence heureuse. Il tente de s'engager dans la marine, ce que sa vue insuffisante ne lui permet pas. Finalement, en 1908, il commence à jouer dans des spectacles de théâtre. Il débute au cinéma en 1912 dans Jim Crow de Robert Péguy. Il fréquente les Russes émigrés de la troupe de Iossif Ermoliev et Alexandre Kamenka, nourris de l'enseignement de Stanislavski.
Mobilisé le 10 juillet 1915, il est réformé le 16 septembre suivant pour « troubles mentaux » et renvoyé dans ses foyers. Plus tard, surtout dans les années 1930, on lui rappellera ses deux mois de mobilisation, surtout chez les nationalistes, dont des adhérents des Croix-de-Feu, ou de la Cagoule, en particulier pour sa participation au film Les Croix de bois, de Raymond Bernard, qui abordait la détresse des Poilus au front. Ses détracteurs  l'accusèrent d'être un faux ancien combattant, un déserteur (alors qu'il ne l'était pas), un embusqué, etc. Cette polémique affectera profondément Charles Vanel. Pendant la guerre, il suit de nombreuses tournées théâtrales, notamment avec Lucien Guitry. Il entre par la suite chez Firmin Gémier, au théâtre Antoine, avant de se consacrer exclusivement au cinéma. Il joue dans de nombreux films muets dans les années 1910 et 1920, particulièrement dans des rôles de personnages bourrus et amers et mène une fructueuse carrière de comédien.
Charles Vanel réalise en 1929 son unique long métrage, un film muet, Dans la nuit. En 1931, il tourne encore un court métrage, Affaire classée avec Pierre Larquey et Gabriel Gabrio, ressorti en 1935 sous le titre Le Coup de minuit.

### Le succès

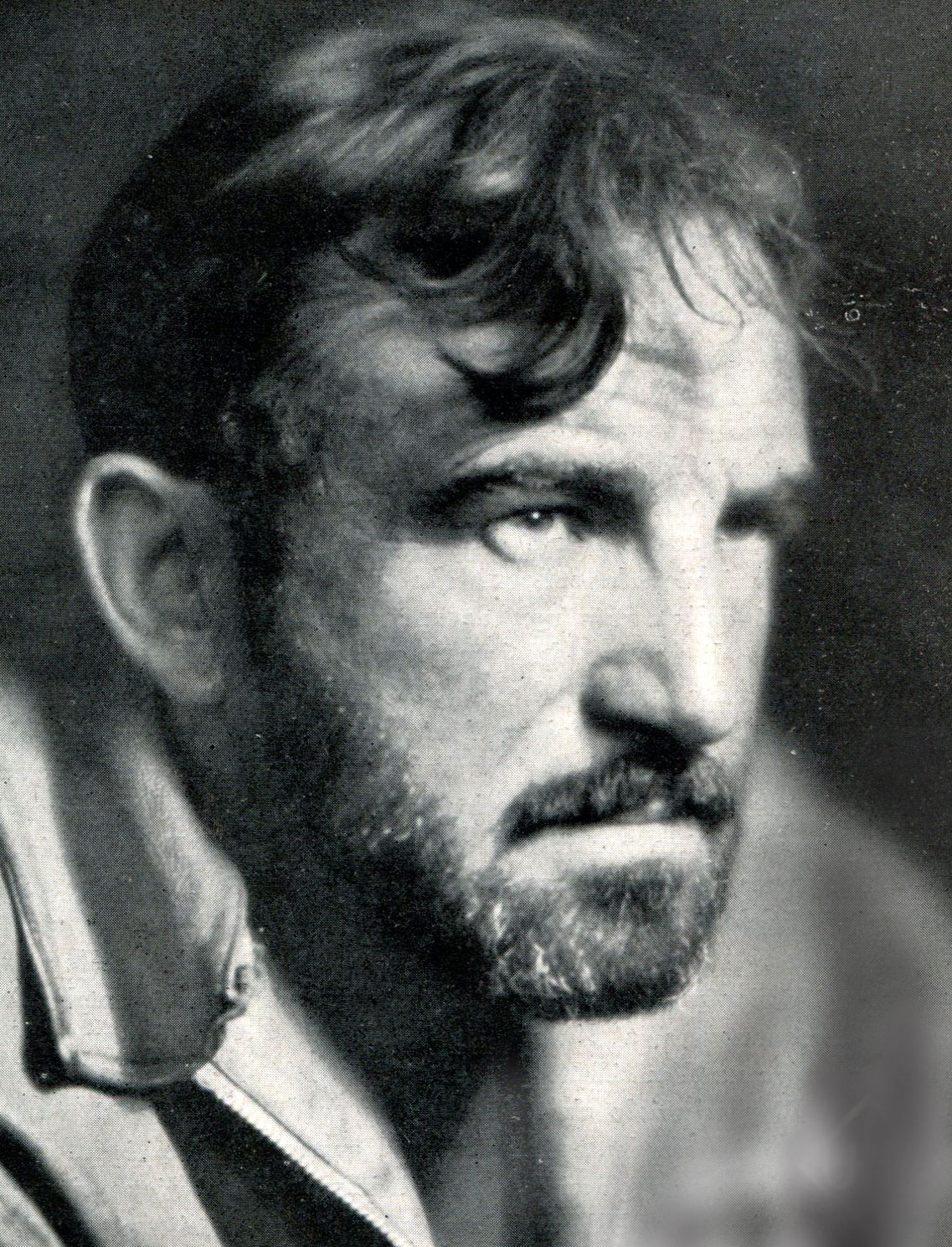
Charles Vanel en 1934.

Lors de l'avènement du parlant, sa voix phonogénique et les inflexions qu'il lui donne consolident sa popularité, et il atteint la consécration. Il travaille souvent pour Maurice Tourneur et Raymond Bernard. Il a souvent Gaby Morlay pour partenaire.
En 1932 il joue dans Les Croix de bois de Raymond Bernard avec Pierre Blanchar, en 1933 dans Les Misérables de Raymond Bernard où il incarne le personnage de Javert aux côtés d'Harry Baur, puis, en 1934, Le Grand Jeu de Jacques Feyder avec Pierre Richard-Willm, Marie Bell et Françoise Rosay. En 1936, il tourne avec Jean Gabin pour Julien Duvivier dans La Belle Équipe. L'année suivante, il fait face à Erich von Stroheim dans Les Pirates du rail de Christian-Jaque et, en 1938, à Jules Berry dans Carrefour de Curtis Bernhardt. En 1939 il retrouve Pierre Richard-Willm et Jacques Feyder pour La Piste du Nord.
Sous l'Occupation, il ne cesse de tourner, notamment avec Fernandel dans La Nuit merveilleuse de Jean-Paul Paulin, avec Tino Rossi dans Le soleil a toujours raison de Pierre Billon  et Madeleine Renaud dans Le ciel est à vous de Jean Grémillon. Il est par ailleurs titulaire de la Francisque no 431, en date d'octobre 1941.
À la Libération, en 1944, il est inquiété par la Résistance, mais finalement mis hors de cause, son soutien au maréchal Pétain s'expliquant, d'après lui, par ses souvenirs d'ancien combattant de la Première Guerre mondiale alors qu'il n'y avait pas participé. Charles Vanel dénonce les dérives de la France de Vichy, et surtout, étant patriote, ne cautionne pas la collaboration avec les Allemands.
À partir de 1948, il tourne beaucoup en Italie.
Il interprète Jo dans Le Salaire de la peur d'Henri-Georges Clouzot, en 1953. Il y incarne un conducteur de camion, dur à cuire qui dévoile au fur et à mesure du film sa fragilité intérieure. Il a pour partenaire Yves Montand. Avec ce film, Vanel obtient le prix du meilleur acteur au festival de Cannes.
En 1951 il joue un juge dans Son dernier verdict de Mario Bonnard. Il est procureur dans L'Affaire Maurizius de Julien Duvivier. Il jouera souvent, désormais, les magistrats.
L'acteur est de nouveau dirigé par Clouzot deux ans plus tard dans Les Diaboliques où il est Alfred Fichet, commissaire à la retraite. La même année, il joue avec Grace Kelly dans La Main au collet d'Alfred Hitchcock. Dans ce film, il interprète le cauteleux et ambigu Bertani, restaurateur niçois, ancien collègue de John Robie (Cary Grant) dans la Résistance.
En 1956, dans La Mort en ce jardin de Luis Buñuel, il est aux côtés de Simone Signoret, Georges Marchal et Michel Piccoli.

### La consécration
Charles Vanel a eu l'une des carrières les plus longues et polyvalentes du cinéma français, s'étalant sur huit décennies.
Il remporte un prix spécial au Festival de Cannes en 1970. En 1972, il triomphe en patriarche dans Les Thibault, adaptation du roman de Roger Martin du Gard. Il récidive dans Sept Morts sur ordonnance en 1975.
Il reste très actif durant cette décennie, en particulier dans des rôles de juge comme dans La Plus Belle Soirée de ma vie d'Ettore Scola avec Alberto Sordi, Michel Simon, Pierre Brasseur et Claude Dauphin ou Cadavres exquis de Francesco Rosi avec Lino Ventura.
Un de ses derniers rôles est celui de Trois Frères en 1981, également réalisé par Rosi, où, presque nonagénaire, il joue le personnage d'un vieux fermier de la région des Pouilles, veuf, qui reçoit la visite de ses trois enfants. Il obtient en Italie le David di Donatello du meilleur acteur dans un second rôle.
En 1986, il enregistre la chanson La vie rien ne la vaut en duo avec Mireille Mathieu.
Il apparait une dernière fois au cinéma en 1988, dans le film de Jean-Pierre Mocky Les Saisons du plaisir.

### Fin de vie
À partir de 1972, même si Charles Vanel souhaitait continuer à poursuivre une carrière régulière au cinéma, il sera néanmoins freiné dans cet élan, car pour les compagnies d'assurances, il venait de dépasser l'âge de 80 ans et sa présence dans un film pouvait potentiellement être risquée. Désormais, pour ces nouveaux films et projets, il suivra rigoureusement des visites médicales obligatoires qui d'ailleurs ne diagnostiqueront rien d'alarmant.
En 1975, Charles Vanel sera très affecté par la mort de son ami comédien Michel Simon, décédé à l'âge de 80 ans.
Vanel se retire sur la Côte d'Azur, à Mouans-Sartoux (Alpes-Maritimes), dans l'arrière-pays cannois. En 1982, il est victime d'un cambriolage et réussit à mettre en fuite le cambrioleur. C'est dans cette région qu'il meurt et est incinéré en 1989. Une partie de ses cendres a été dispersée au large de Menton, le reste a été placé au cimetière de Mougins ou Mouans-Sartoux,,, où il vivait avec Arlette Bailly, sa troisième épouse, de trente-six ans sa cadette, morte en 2015 à 87 ans.
En 2002, à la demande du cinéaste Bertrand Tavernier, Louis Sclavis a composé et enregistré une musique pour le seul long métrage réalisé par Charles Vanel, un film muet de 1929 : Dans la nuit.

## Filmographie

### Réalisateur
- 1929 : Dans la nuit (long métrage)
- 1932 : Affaire classée (court métrage), ressorti en 1935 sous le titre Le Coup de minuit

### Acteur au cinéma

#### Période muette
- 1910 : Dodoche fait des siennes (court métrage)
- 1910 : Jim Crow (court métrage, 281 m) de Robert Péguy : le barman
- 1912 : Les Rivaux d'Arnheim d'Alfred Machin[5]
- 1917 : La P'tite du sixième de Louis Mercanton et René Hervil
- 1919 : Sa gosse de Henri Desfontaines
- 1920 : Miarka, la fille à l'ourse de Louis Mercanton : Mario, le garde-chasse
- 1920 : Le Secret de Lone-Star de Jacques de Baroncelli : Figuration
- 1921 : Crépuscule d’épouvante d'Henri Étiévant : Michel Servan
- 1921 : L'Enfant du carnaval ou Le Bonheur perdu d'Ivan Mosjoukine et Jean-Pierre Garnier
- 1921 : Phroso de Louis Mercanton : Dimitri
- 1921 : La Fille de Camargue d'Henri Étiévant : le gardian
- 1922 : Tempêtes de Robert Boudrioz : Raoul Mauduit et Mr de Foulquier
- 1923 : L'Âtre ou Au creux des sillons de Robert Boudrioz : Bernard Larade
- 1923 : La Maison du mystère d'Alexandre Volkoff[6]: Henri Corradin
- 1923 : Calvaire d'amour de Victor Tourjanski : Brémond
- 1923 : L'Autre Aile d'Henri Andréani : Gaston Lager
- 1923 : Du crépuscule à l'aube de Jacques de Féraudy
- 1924 : In the Spider's Web de Robert Boudrioz : Stephen Powers
- 1924 : La Mendiante de Saint-Sulpice de Charles Burguet[7], Gilbert Rollin
- 1924 : La Flambée des rêves ou Un homme riche de Jacques de Baroncelli : Lucien Reneval
- 1924 : Le Vol de Robert Péguy : Favier
- 1924 : Âme d'artiste ou Rêve et réalité de Germaine Dulac
- 1924 : Pêcheur d'Islande de Jacques de Baroncelli : Yann, le pêcheur
- 1925 : La Nuit de la revanche d'Henri Étiévant : Mattéo Saluccio
- 1925 : Les Cinquante Ans de Don Juan ou Le Réveil de Maddalone d'Henri Étiévant : Lorenzo Castucci
- 1925 : Le Réveil de Jacques de Baroncelli : le prince Jean
- 1925 : Barocco de Charles Burguet : Barocco
- 1925 : L'Orphelin du cirque de Georges Lannes, film tourné en quatre épisodes : Garment, le traître et Legru
- 1925 : 600 000 francs par mois de Nicolas Koline et Robert Péguy : John Durand
- 1926 : La Flamme de René Hervil, film tourné en sept épisodes : Boussat
- 1926 : Nitchevo ou La Menace de Jacques de Baroncelli : le commandant Cartier
- 1926 : Martyre de Charles Burguet, film tourné en deux époques : Palmiéri
- 1927 : Feu ! de Jacques de Baroncelli : le commandant Frémier
- 1927 : La Proie du vent de René Clair : Pierre Vignal
- 1927 : Charité de B. Simon : Jacques Valseran
- 1927 : Maquillage de Felix Basch : Boris Machaïloff
- 1927 : L'Esclave blanche (Die weisse sklavin) de Augusto Genina : le docteur Warnier
- 1927 : Paname... n'est pas Paris de Nikolai Malikoff : Bécot
- 1927 : La Reine Louise (Koenigue Louise) de Karl Grune : Napoléon[8]
- 1927 :  L'Esclave blanche (Die weisse Sklavin) d'Augusto Genina
- 1928 : L'Équipage de Maurice Tourneur
- 1928 : Le Passager de Jacques de Baroncelli : le passager
- 1929 : La Femme rêvée de Jean Durand : Angel Caal
- 1929 : Les Fourchambault de Georges Monca
- 1929 : Waterloo de Karl Grune : Napoléon
- 1929 : Die Liebe der Brüder Rott d'Erich Waschneck
- 1929 : Drei Tage auf Leben und Tod - aus dem Logbuch der U.C.1 de Heinz Paul
- 1929 : Dans la nuit de Charles Vanel (également scénariste et réalisateur) : L'ouvrier carrier

#### Années 1930-1939
- 1930 : Chiqué, de Pierre Colombier : Fernand
- 1930 : L'Arlésienne de Jacques de Baroncelli : Mitifio, le gardian
- 1930 : Accusée, levez-vous ! ou Un crime au music-hall de Maurice Tourneur : Henri Lapalle
- 1930 : Le Capitaine Jaune de A. W. Sandberg : le capitaine
- 1931 : La Maison jaune de Rio de Robert Péguy et Karl Grune : King-Fu et Scalpa
- 1931 : Maison de danses de Maurice Tourneur : Ramon
- 1931 : Faubourg Montmartre de Raymond Bernard : André Marco dit Dédé
- 1931 : Daïnah la métisse (moyen métrage) de Jean Grémillon : Michaux, le mécanicien
- 1932 : Les Croix de bois de Raymond Bernard : le caporal Bréval
- 1932 : Affaire classée ou Le coup de minuit (court métrage) de Charles Vanel : le forain
- 1932 : Gitanes de Jacques de Baroncelli : Léon
- 1932 : Au nom de la loi de Maurice Tourneur : Lancelot
- 1933 : IF1 ne répond plus de Karl Hartl : Ellisen
- 1933 : L'Homme mystérieux -court métrage- de Maurice Tourneur : Pierre
- 1934 : Au bout du monde ou Les Fugitifs de Henri Chomette et Gustav Ucicky : Georges Laudy
- 1934 : Roi de Camargue de Jacques de Baroncelli : Rampal
- 1934 : Les Misérables de Raymond Bernard : l'inspecteur Javert [9]
- 1934 : Le Grand Jeu de Jacques Feyder : Clément
- 1935 : L'Équipage d'Anatole Litvak : le lieutenant Maury
- 1935 : Le Domino vert de Henri Decoin et Herbert Selpin : Nébel, le sculpteur
- 1935 : L'Impossible Aveu de Giuseppe Guarino : Fred
- 1936 : Michel Strogoff de Jacques de Baroncelli et Richard Eichberg : Ogareff
- 1936 : Port-Arthur de Nicolas Farkas : le commandant Vassidio
- 1936 : La Peur ou Vertige d'un soir de Victor Tourjanski : Robert Sylvain
- 1936 : Jenny de Marcel Carné : Benoît
- 1936 : Les Grands de Félix Gandéra : Henri Lormier
- 1936 : La Flamme d'André Berthomieu : Victor Boussat
- 1936 : Courrier sud de Pierre Billon : M. Herlin, l'ambassadeur
- 1936 : La Belle Équipe de Julien Duvivier : Charles
- 1936 : Les Bateliers de la Volga de Vladimir Strijevski : le colonel Goreff
- 1936 : L'Assaut de Pierre-Jean Ducis : Alexandre Mérital
- 1937 : Troïka sur la piste blanche de Jean Dréville : Michel Steinberg
- 1937 : Police mondaine de Michel Bernheim et Christian Chamborant : Salviati
- 1937 : Les Pirates du rail de Christian-Jaque : Henri Pierson
- 1937 : La Femme du bout du monde de Jean Epstein : Durc
- 1938 : L'Occident de Henri Fescourt : Jean Cadière
- 1938 : Abus de confiance de Henri Decoin : Jacques Ferney
- 1938 : S.O.S. Sahara de Jacques de Baroncelli : Loup
- 1938 : Légions d'honneur de Maurice Gleize : le capitaine Dabran
- 1938 : Carrefour ou L'Homme de la nuit de Curtis Bernhardt : Roger de Vétheuil
- 1938 : Bar du sud de Henri Fescourt : le capitaine Olivier
- 1939 : Yamilé sous les cèdres de Charles d'Espinay : Rachid el Hamé
- 1939 : La Brigade sauvage de Marcel L'Herbier et Jean Dréville : le général Kalitjeff
- 1939 : La Loi du Nord ou La Piste du Nord de Jacques Feyder : le caporal Dalrymple

#### Années 1940-1949
- 1940 : L'Or du Cristobal de Jean Stelli [10] : le colonel, le chef de la police
- 1940 : La Nuit merveilleuse de Jean-Paul Paulin : le fermier
- 1941 : Le Diamant noir de Jean Delannoy : François Mitry
- 1942 : Les affaires sont les affaires de Jean Dréville : Isidore Lechat
- 1942 : Promesse à l'inconnue de André Berthomieu : Bernard Parker
- 1942 : Haut-le-Vent ou Air natal de Jacques de Baroncelli : François Ascarra
- 1943 : Le soleil a toujours raison de Pierre Billon : L'homme du mas
- 1943 : La Sévillane de André Hugon
- 1943 : Les Roquevillard de Jean Dréville : François Roquevillard
- 1944 : Le ciel est à vous de Jean Grémillon : Pierre Gauthier
- 1945 : L'Enquête du 58 -court métrage- de Jean Tedesco
- 1945 : La Ferme du pendu de Jean Dréville : François Raimondeau
- 1946 : Gringalet d'André Berthomieu : Lucien Ravaut
- 1946 : La Cabane aux souvenirs ou L'homme perdu de Jean Stelli : Laurageais
- 1947 : Le Bateau à soupe de Maurice Gleize : le capitaine Hervé
- 1947 : Le diable souffle de Edmond T. Gréville : Laurent
- 1948 : Le Pain des pauvres (Vertigine d'amore) de Luigi Capuano : Resplantin
- 1948 : La Femme que j'ai assassinée de Jacques Daniel-Norman : François Bachelin
- 1949 : Au nom de la loi (In nome della legge) de Pietro Germi : Passalacqua, le chef de la mafia

#### Années 1950-1959
- 1950 : Plus fort que la haine (Gli inesorabili) de Camillo Mastrocinque : Luparello
- 1950 : Les Mousquetaires de la mer (Cuori sul mare) de Giorgio Bianchi : le quartier-maître
- 1950 : Brigade volante (Il bivio) de Fernando Cerchio : le commissaire
- 1951 : Son dernier verdict (L'ultima sentenza) de Mario Bonnard : le juge Marcel Valsetti
- 1951 : Le Trésor maudit (Incantesimo tragico) de Mario Sequi : Bastiano, le père de Pietro et Bertrand
- 1952 : Tempête sur les Mauvents (Malaire) d'Alejandro Perla et Gilbert Dupé : le père Noguère [11]
- 1953 : Le Salaire de la peur d'Henri-Georges Clouzot : Jo, un camionneur
- 1953 : Une fille nommée Madeleine (Maddalena) de Augusto Genina : Giovanni Lamberti
- 1954 : Si Versailles m'était conté… de Sacha Guitry : Monsieur de Vergennes
- 1954 : L'Affaire Maurizius de Julien Duvivier : le procureur Wolf Andergast
- 1954 : Les Gaietés de l'escadron (L'allegro squadrone) de Paolo Moffa : L'adjudant
- 1955 : Les Diaboliques d'Henri-Georges Clouzot : Alfred Fichet, ex-inspecteur, détective privé
- 1955 : La Main au collet (To Catch a Thief) d'Alfred Hitchcock : Bertani
- 1955 : Un missionnaire de Maurice Cloche : le père Gauthier
- 1955 : Tam-Tam (Tam tam mayumbe) de Gian Gaspare Napolitano : le docteur Carlo Léonardi
- 1956 : La Mort en ce jardin de Luis Buñuel : Castin, le prospecteur
- 1956 : Scandale à Milan (Difendo il mio amore) de Giulio Macchi et Vincent Sherman : Verdisio
- 1957 : Le Feu aux poudres de Henri Decoin : Albatras
- 1957 : Les Suspects de Jean Dréville : le commissaire Perrache
- 1958 : Le Piège de Charles Brabant : le père Caillé
- 1958 : Le Gorille vous salue bien de Bernard Borderie : le colonel Berthomieu dit : le vieux
- 1958 : Rafles sur la ville de Pierre Chenal : Léonce Pozzi, dit : le fondu
- 1959 : Les Bateliers de la Volga de Victor Tourjanski : Ossip Siméonovitch
- 1959 : Les Naufrageurs de Charles Brabant : Marnez, le vieux chef de l'île
- 1959 : Pêcheur d'Islande de Pierre Schoendoerffer : L'armateur Mével
- 1959 : La Valse du Gorille de Bernard Borderie : le colonel Berthomieu dit : le vieux

#### Années 1960-1989
- 1960 : La Vérité d'Henri-Georges Clouzot : Maître Guérin, l'avocat de Dominique
- 1960 : María, matrícula de Bilbao de Ladislas Vajda : le Vieux
- 1961 : Tintin et le Mystère de La Toison d'or de Jean-Jacques Vierne : le père Alexandre, l'ermite
- 1962 : Quand la colère éclate (Lo sgarro) de Silvio Siano : Don Vincenzo
- 1962 : La Steppe (La steppa), d'Alberto Lattuada : le pope Christophère
- 1963 : Rififi à Tokyo de Jacques Deray : Van Eykine
- 1963 : L'Aîné des Ferchaux de Jean-Pierre Melville : Dieudonné Ferchaux, banquier
- 1963 : Un roi sans divertissement de François Leterrier : le procureur du roi
- 1963 : Symphonie pour un massacre de Jacques Deray : Paoli
- 1965 : Le Chant du monde de Marcel Camus : Matelot
- 1967 : Un homme de trop de Costa-Gavras : Passevin
- 1967 : Ballade pour un chien de Gérard Vergez : Viachet
- 1968 : La Prisonnière d'Henri-Georges Clouzot : Lui-même en invité au vernissage
- 1968 : Maldonne de Sergio Gobbi
- 1970 : Ils de Jean-Daniel Simon : le professeur Swaine
- 1971 : Comptes à rebours de Roger Pigaut : Juliani
- 1972 : La Nuit bulgare de Michel Mitrani : Bohringer
- 1972 : La Plus Belle Soirée de ma vie (La più bella serata della mia vita) d'Ettore Scola : le président Lutz
- 1972 : Les Tueurs à gages (Camorra) de Pasquale Squitieri : De Ritis
- 1972 : Les Martiens -court métrage- d'Yves Ciampi
- 1973 : Par le sang des autres de Marc Simenon : le curé
- 1975 : Sept morts sur ordonnance de Jacques Rouffio : le professeur Brézé
- 1976 : Le calme règne dans le pays (Es herrscht Ruhe im Land) de Peter Lilienthal : le grand-père Parra
- 1976 : Cadavres exquis (Cadaveri eccellenti) de Francesco Rosi : le procureur Varga
- 1976 : Comme un boomerang de José Giovanni : Ritter
- 1976 : À l'ombre d'un été (film inédit) de Jean-Louis van Belle : le père
- 1976 : Nuit d'or de Serge Moati : Charles, le père
- 1977 : Alice ou la Dernière Fugue de Claude Chabrol : Henri Vergennes
- 1977 : Coup de foudre (film inachevé) de Robert Enrico : le vieux prince Granuki
- 1978 : Ne pleure pas [12] de Jacques Ertaud : le grand-père
- 1979 : Le Chemin perdu de Patricia Moraz : Léon Schwartz
- 1980 : La Puce et le Privé de Roger Kay : Mathieu Fortier
- 1981 : Trois Frères (Tre fratelli) de Francesco Rosi : Giuranna Donato
- 1987 : Si le soleil ne revenait pas de Claude Goretta : Anzevui
- 1988 : Les Saisons du plaisir de Jean-Pierre Mocky : Charles Van-Berg

### Acteur de télévision
- 1960 : On roule à deux de Georges Folgoas : M. Le Goff, ancien courtier
- 1967 : L'Arlésienne de Pierre Badel : Balthazar, le berger
- 1968 : La Séparation de Maurice Cazeneuve : Louis Vigne, le vieil homme veuf
- 1968 : Les grandes espérances de Marcel Cravenne : Abel Magwitch
- 1970 : Sébastien et la Mary-Morgane : Feuilleton en treize épisodes de vingt-six minutes de Cécile Aubry : le capitaine Louis Maréchal, grand-oncle de Sébastien
- 1972 : Le Père Goriot, téléfilm de Guy Jorré d'après Honoré de Balzac : Jean-Joachim Goriot
- 1972 : Les Thibault, feuilleton en six épisodes de quatre-vingt-dix minutes d'André Michel, pour les trois premiers et Alain Boudet, pour les trois derniers : Oscar Thibault
- 1973 : Le Reflet dans la mer d'Olivier Ricard : le baron Ucciani
- 1973 : Au bout du rouleau de Claude-Jean Bonnardot : Wahley, le vieux capitaine
- 1973 : Le Violon de Vincent de Jean-Pierre Gallo : Vincent
- 1974 : Le juge et son bourreau de Daniel Le Comte : le commissaire Bairelard
- 1974 : La Vie de plaisance de Pierre Gautherin : Marcel
- 1975 : Clorinda (tourné au Portugal pour T.V Munich) de ? : Velhe Péralta
- 1978 : Thomas Guérin, retraité de Patrick Jamain : Thomas Guérin
- 1978 : Un comédien lit un auteur : Jules Verne de Paul-André Picton : Narration
- 1979 : Le Mandarin de Patrick Jamain : Léon Chaput
- 1979 : Charles Vanel ou la passion du métier Documentaire d'Armand Panigel : Lui-même
- 1980 : L'oasis de Marcel Teulade : Monsieur Daru
- 1980 : Otototoï de Richard Rein : Toine
- 1982 : Les Michaud de Georges Folgoas : Léon Michaud

## Distinctions
- Festival de Cannes 1953 : Prix d'interprétation masculine pour Le Salaire de la peur
- Festival international du film de Karlovy Vary 1954 : Prix d'interprétation masculine pour L'Affaire Maurizius
- Festival international du film de Saint-Sébastien 1957 : Coquille d'argent du meilleur acteur pour Le Feu aux poudres
- César 1979 : César d'honneur
- David di Donatello 1981 : David di Donatello du meilleur acteur dans un second rôle pour Trois Frères